# Acquisition, Technology & Logistics Agency
L'Acquisition, Technology & Logistics Agency (防衛装備庁?, Bōeisōbichō) (ATLA) è un'agenzia del Ministero della difesa giapponese creata nel 2015. Ha sostituito il precedente Technical Research and Development Institute.
Lo scopo dell'Acqusition, Technology & Logistics Agency è rafforzare le condizioni per lo sviluppo e la produzione di armamenti ed equipaggiamenti, e garantire la corretta ed efficiente ricerca e sviluppo dei sistemi d'arma, l'approvvigionamento, la fornitura e la gestione , nonché promuovere la cooperazione internazionale per la sicurezza.

## Storia
Nel 2014 il Ministero della Difesa avviò un'ampia serie di riforme per adattarsi alle crescenti tensioni nel contesto della sicurezza che circonda il Giappone e ai cambiamenti nella politica di difesa sotto il primo ministro Shinzō Abe. Nell'ambito del Programma di Difesa a Medio Termine 2014-2018, il Ministero della Difesa ha perseguito una ristrutturazione organizzativa, che includeva anche l'integrazione di tutti i dipartimenti che gestiscono l'acquisizione degli armamenti ed equipaggiamenti in un'unica agenzia.
Il Ministero della Difesa ha incluso le riforme nel bilancio della Difesa per l'anno fiscale 2015, tra cui l'istituzione dell'ATLA e la riorganizzazione dell'ufficio interno per accompagnare la sua istituzione. La creazione dell'ATLA ha comportato l'integrazione di tutte le divisioni relative agli appalti o alla ricerca e sviluppo di altri dipartimenti in un unico ufficio. Questi dipartimenti includono l'Ufficio Finanze e Attrezzature dell'Ufficio Interno, gli Uffici di Stato Maggiore, il Technical Research and Development Institute (TRDI) e l'Ufficio per gli Approvvigionamenti e la Costruzione di Attrezzature.
L'Acquisition, Technology & Logistcs Agency (ATLA) fu ufficialmente istituita il 1° ottobre 2015.

## Attività
L'ATLA è responsabile della ricerca e dello sviluppo di numerosi programmi di armamenti di produzione nazionale, alcuni dei quali precedentemente avviati dal TRDI, nonché della loro implementazione, come i veicoli da combattimento Type 16 e Type 24, e il missile supersonico antinave ASM-3. Fra i programmi più ambiziosi spiccano i progetti di missili cruise e ipersonici, la sperimentazione di caccia stealth, e la ricerca sulle armi a energia diretta (laser e microonde) e i cannoni elettromagnetici.

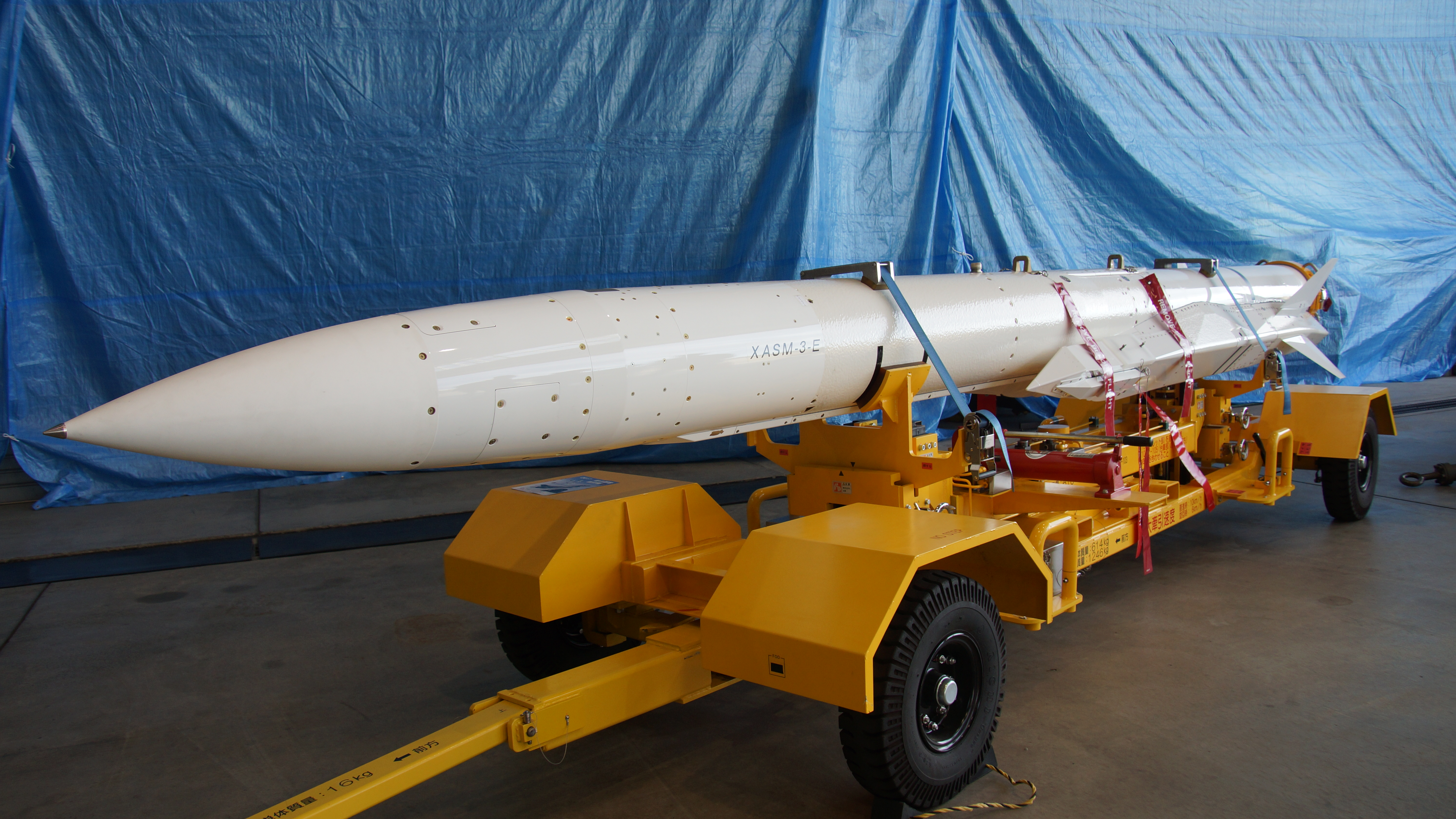
Il missile supersonico ASM-3 sviluppato da ATLA.

L'attività dell'ATLA ha conosciuto un notevole incremento che ha coinciso con il particolare momento storico di instabilità, e soprattutto con la corsa agli armamenti intrapresa dal Giappone in risposta alle minacce militari provenienti da Cina e Corea del Nord.